# Alex Tjong
Alex Yuwan Tjong (* 1. März 1991) ist ein brasilianischer Badmintonspieler.

## Karriere
Alex Tjong gewann bei den Südamerikaspielen 2010 drei Silbermedaillen. Die Erfolge erzielte er im Doppel, Mixed und mit dem Team. 2011 nahm er an den Panamerikaspielen teil.

## Sportliche Erfolge
| Saison | Veranstaltung           | Disziplin    | Platz | Name                         |
| ------ | ----------------------- | ------------ | ----- | ---------------------------- |
| 2010   | Südamerikaspiele        | Herrendoppel | 2     | Daniel Paiola / Alex Tjong   |
| 2010   | Südamerikaspiele        | Mixed        | 2     | Alex Tjong / Yasmin Cury     |
| 2010   | Südamerikaspiele        | Team         | 2     | Brasilien                    |
| 2011   | Carebaco International  | Herrendoppel | 3     | Luíz dos Santos / Alex Tjong |
| 2011   | Morocco International   | Herrendoppel | 5     | Luíz dos Santos / Alex Tjong |
| 2011   | Guatemala International | Herrendoppel | 5     | Luíz dos Santos / Alex Tjong |
| 2011   | Brazil International    | Herrendoppel | 5     | Luíz dos Santos / Alex Tjong |
| 2011   | Panamerikanische Spiele | Herrendoppel | 9     | Luíz dos Santos / Alex Tjong |
| 2011   | Mexico International    | Herrendoppel | 2     | Luíz dos Santos / Alex Tjong |